# Cygnus CRS OA-7
Cygnus CRS OA-7 — седьмая миссия грузового космического корабля снабжения Cygnus компании Orbital ATK к Международной космической станции по контракту Commercial Resupply Services с НАСА.
Кораблю дано имя S.S. John Glenn — в честь Джона Гленна, первого астронавта США, совершившего орбитальный космический полёт.

## Запуск
Первоначально планировалось что миссия OA-7 будет запущена ракетой-носителем «Антарес». Это должен был быть второй запуск после изменения двигателей первой ступени.
В начале ноября 2016 года было объявлено что запуск состоится с использованием ракеты-носителя «Атлас V». Замена была произведена по просьбе НАСА для обеспечения стабильного графика снабжения с использованием ракеты-носителя, доказавшего большую надежность, а также обеспечить максимальную массу доставляемого в одну миссию.
Запланированный ранее запуск был отложен минимум до 21 марта 2017, «ввиду проблемы с гидравликой разгонного блока» ракеты. Неисправность была выявлена во время подготовки к пуску. Затем запуск перенесли на 24 марта 2017 года, затем на 27 марта 2017, но снова отложили из-за новых проблем с гидравликой разгонного блока.
Успешный запуск состоялся 18 апреля 2017 года в 15:11 UTC со стартового комплекса SLC-41 базы ВВС на мысе Канаверал (штат Флорида). Корабль был выведен на орбиту 230 × 227,4 км, наклонение 51,62° американской ракетой-носителем «Атлас V».

## Сближение и стыковка
Стыковка корабля со станцией запланирована на утро 22 апреля 2017 года.
Стыковка корабля со станцией осуществлена 22 апреля 2017 года в 12.39 UTC с помощью манипулятора «Канадарм2» к модулю «Юнити» американского сегмента МКС.
Космический корабль пробудет на станции около трех месяцев.

## Полезная нагрузка
В герметичном отсеке корабль доставит на станцию 3376 кг полезного груза (с учётом упаковки), в том числе:
- Материалы для научных исследований — 940 кг
- Провизия и вещи для экипажа — 954 кг
- Оборудование и детали станции — 1215 кг
- Оборудование для выхода в открытый космос — 73 кг
- Компьютеры и комплектующие — 2 кг
- Российский груз — 18 кг

Также на агрегатном отсеке корабля размещён негерметичный груз (пусковая установка с 4 наноспутниками для выпуска непосредственно с корабля), общим весом 83 кг. Ещё 34 наноспутника будут доставлены в герметичном отсеке для запуска со станции. Среди них 4,5-килограммовый кубсат IceCube, созданный в Центре космических полетов имени Годдарда.

## Отстыковка и завершение миссии
Изначально планировалось, что корабль пробудет в составе станции до 16 июля 2017 года, но в связи с желанием разгрузить напряжённый график будущих работ экипажа и появившимся свободным окном из-за отложенного на 2 суток запуска миссии SpaceX CRS-11, было принято решение выполнить расстыковку 4 июня. Это позволит сокращённому до 3 человек экипажу сосредоточится на научной-исследовательской работе, материалы для которой доставит 5 июня грузовой корабль Dragon.
В 11:00 UTC 4 июня 2017 года корабль, наполненный 1950 кг мусора и вещей для утилизации, был отстыкован от модуля «Юнити» с помощью манипулятора «Канадарм2», под управлением астронавтов NASA Пегги Уитсон и Джека Фишера. В 13:10 UTC Cygnus был отпущен.
4 июня, в 21:57 UTC стартовал третий эксперимент по изучению горения материалов в условиях микрогравитации, SAFFIRE-3. Тот же материал, который использовался в первом эксперименте (миссия OA-6), был сожжён в быстром потоке воздуха. В разработке находятся серия из ещё трёх экспериментов (SAFFIRE-4, 5, 6), направленных на изучение распространения токсических продуктов горения, их планируют провести во время будущих полётов корабля.
8 июня корабль поднялся на орбиту 476 × 486 км, на 80 км выше орбиты МКС и выпустил 4 наноспутника Lemur-2.
11 июня Cygnus был сведён с орбиты. При проходе через плотные слои атмосферы был проведён последний эксперимент миссии, RED-Data-2. Эксперимент направлен на тестирование новых вариантов термозащитного покрытия, один из которых используется на космическом корабле «Орион». Кроме того, был произведён сбор различных физических параметров в динамике, для изучение процесса разрушения объектов в атмосфере, а также проведены технологические испытания системы возврата небольших образцов материала из космоса, разработанной компанией Terminal Velocity Aerospace. Официальное завершение миссии состоялось в 17:08 UTC 11 июня 2017 года.

## Фотогалерея

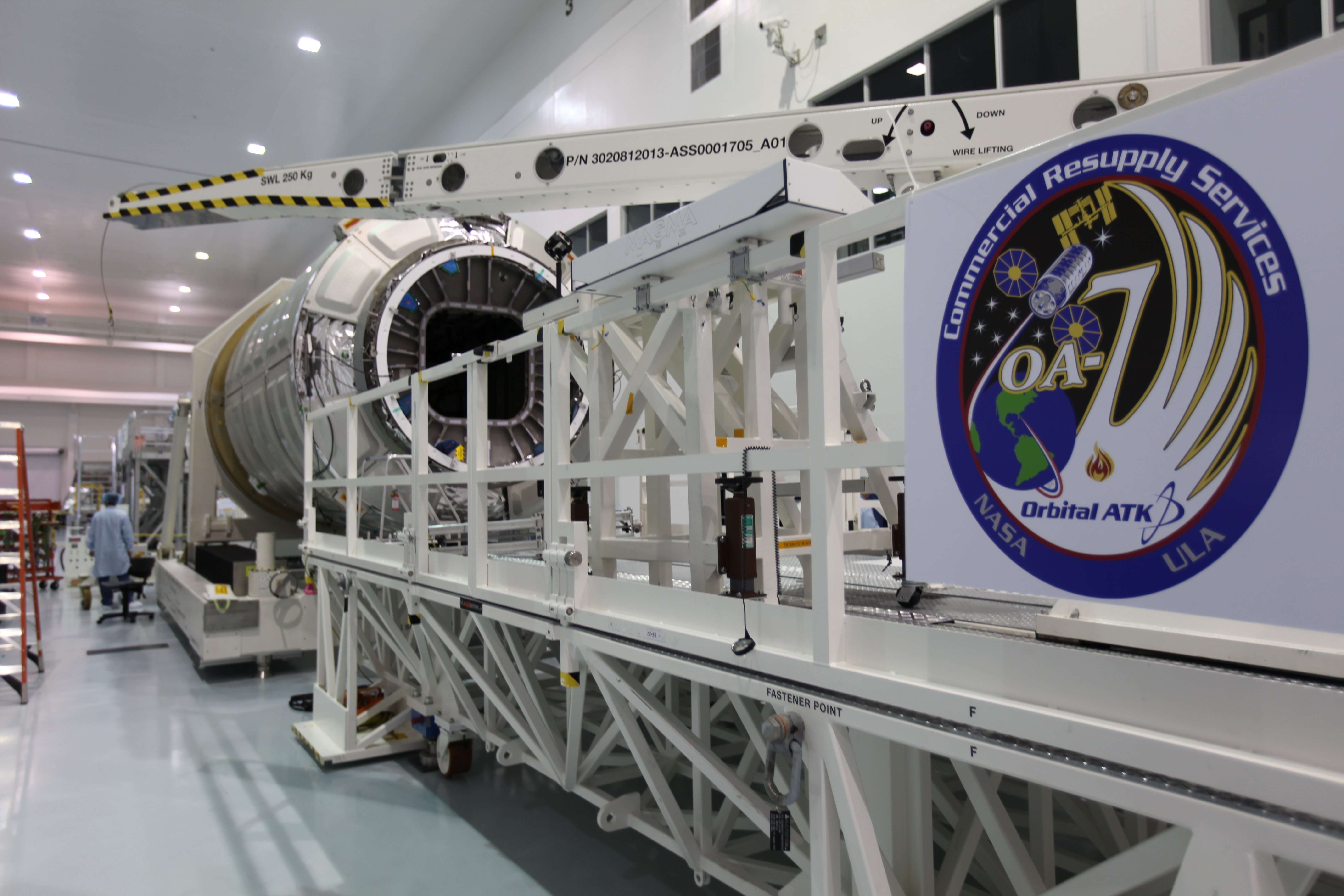
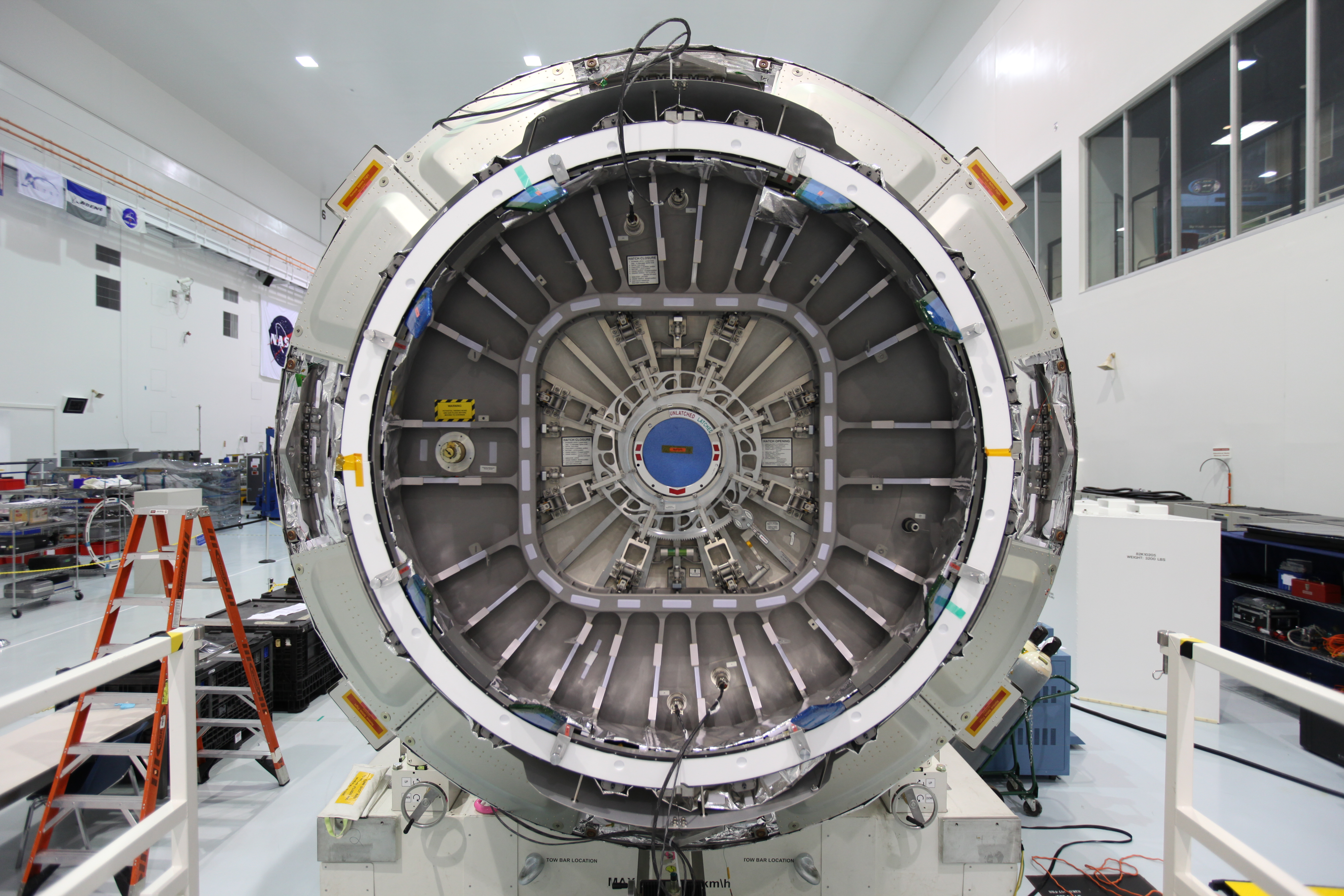
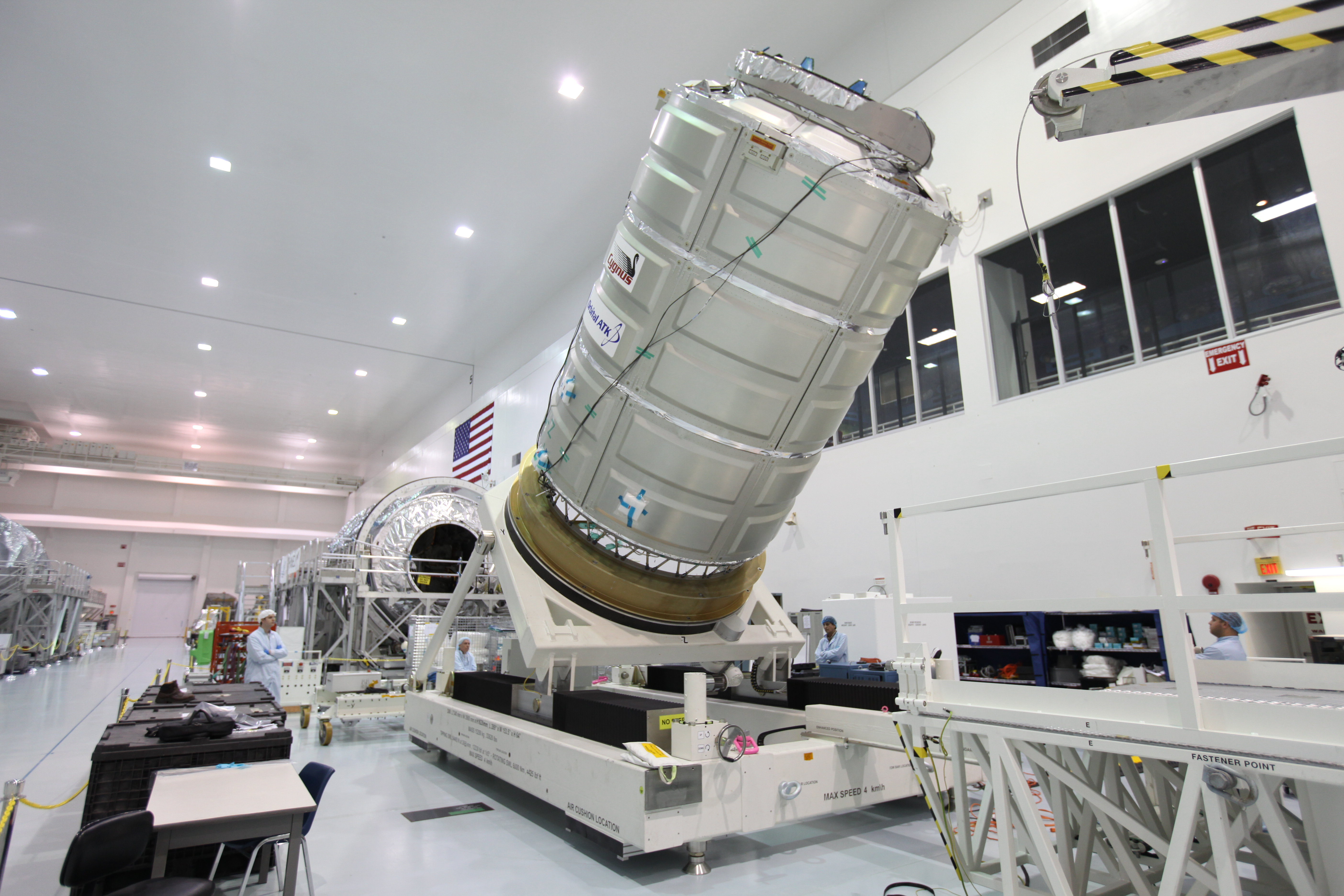

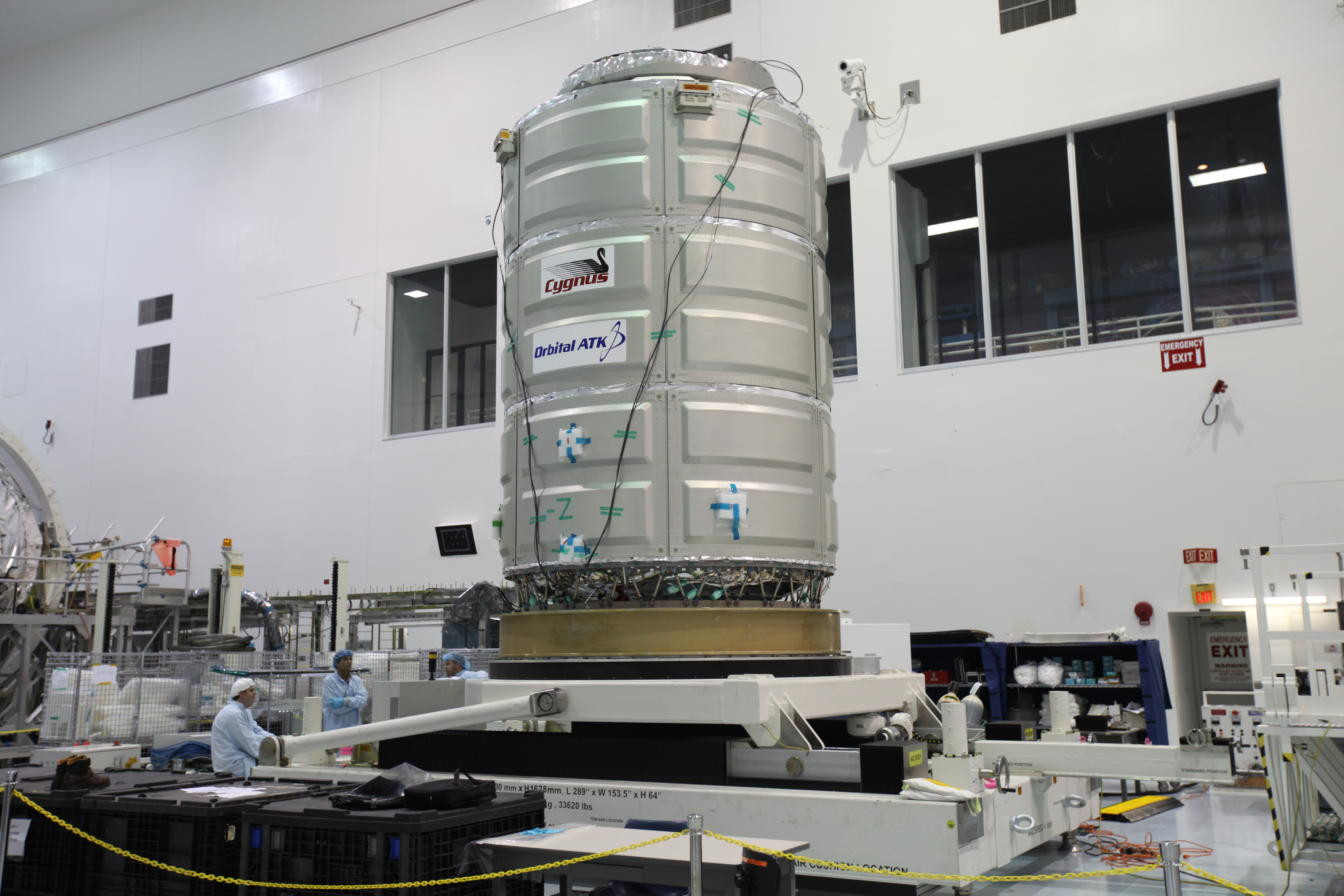
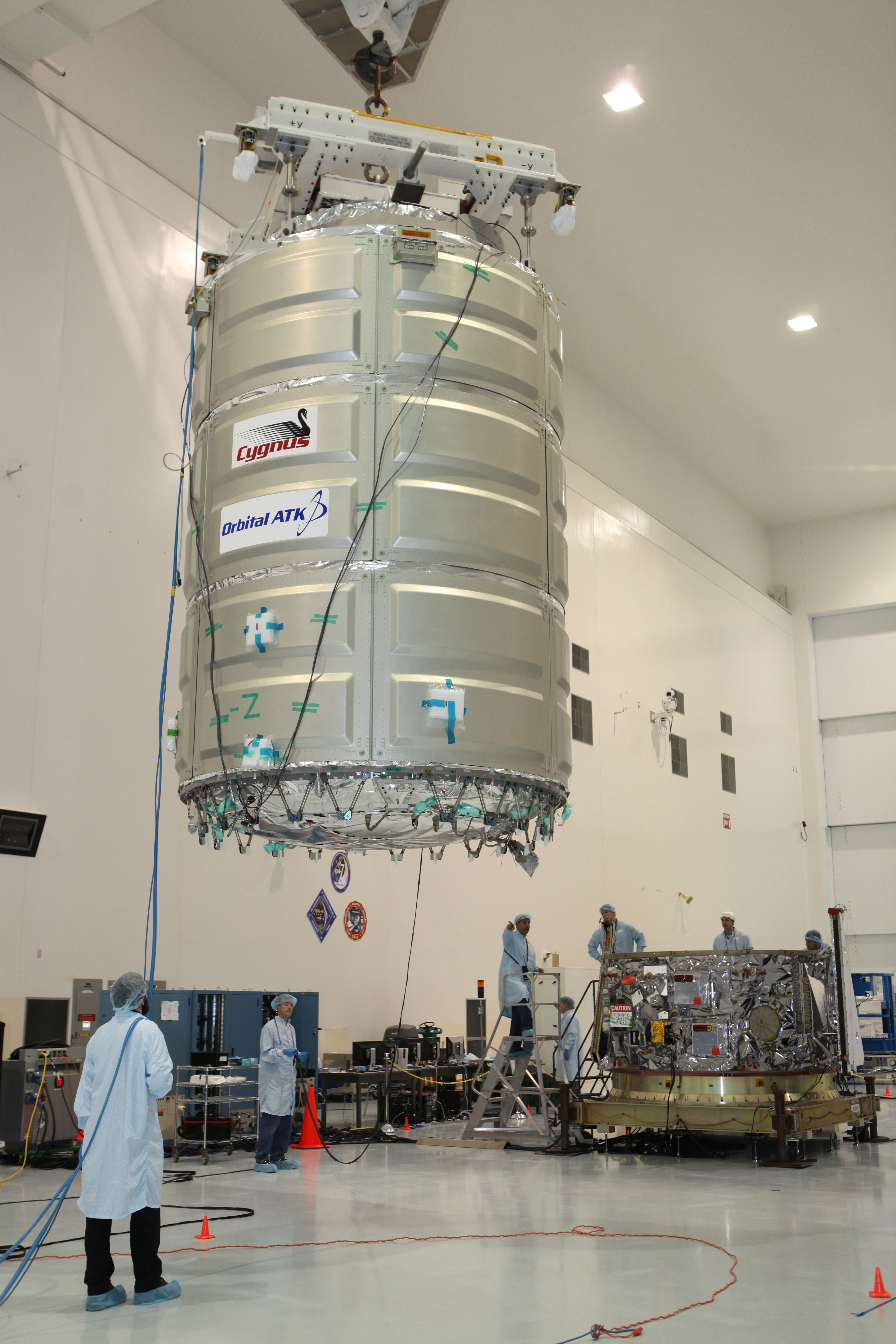
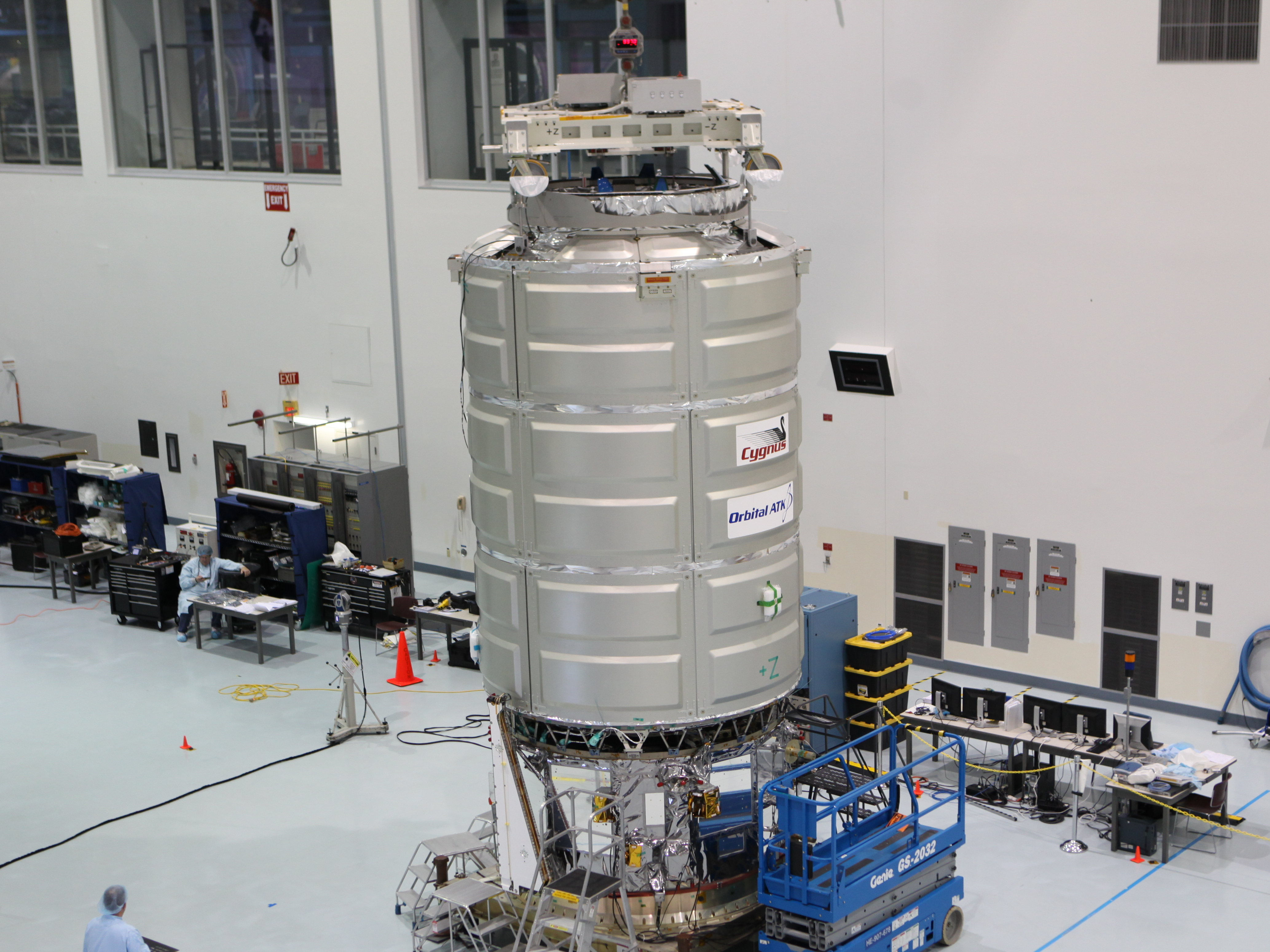
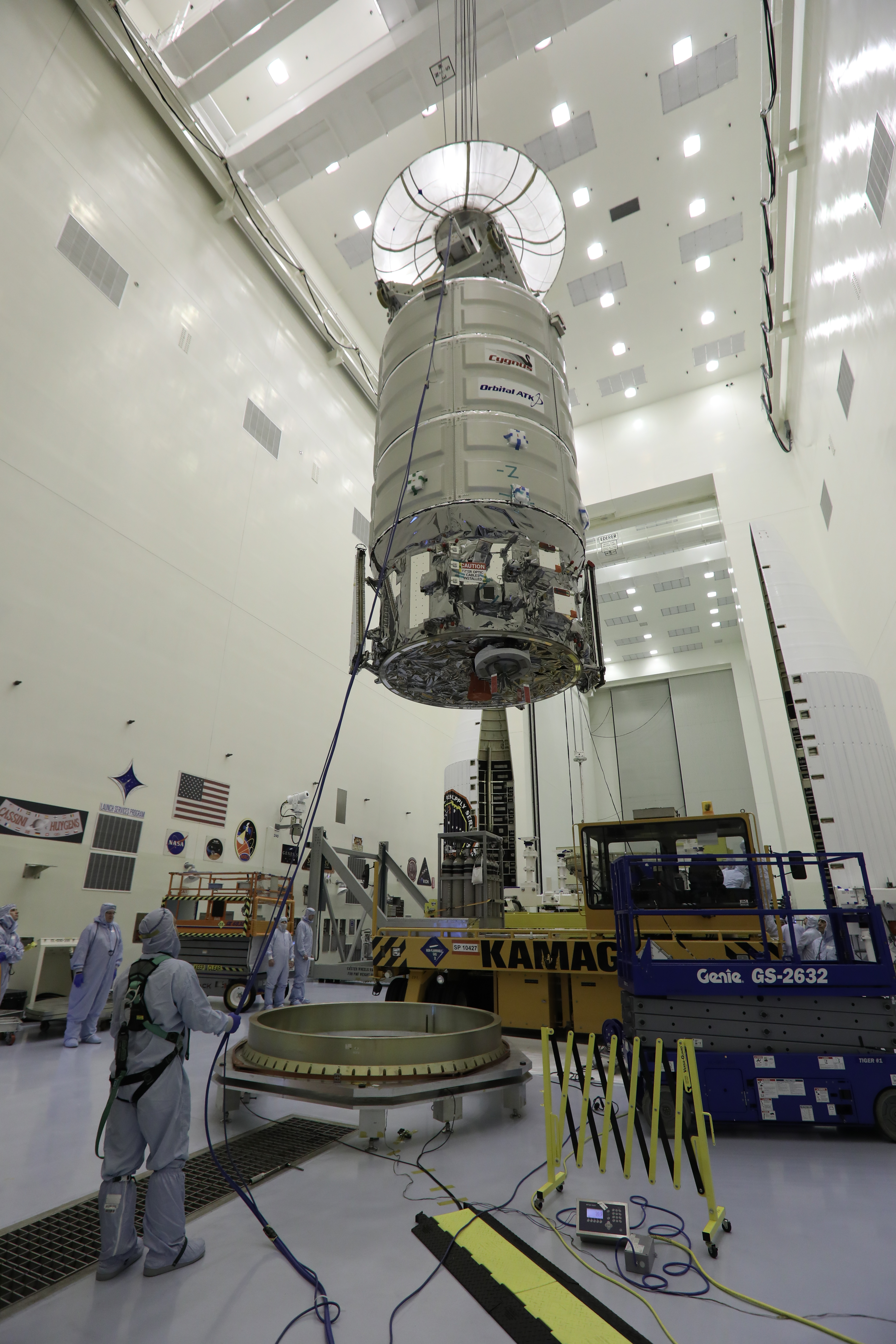

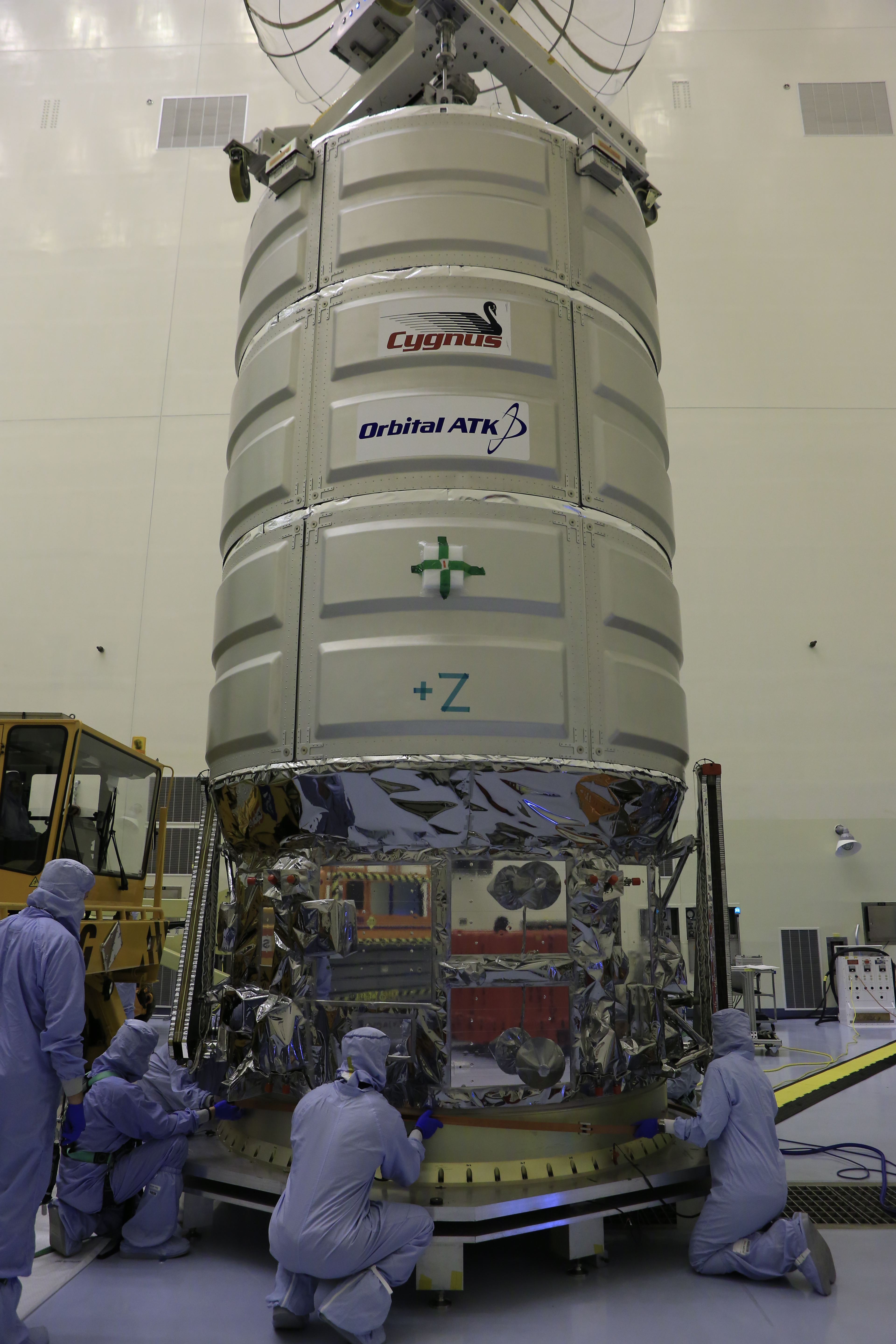
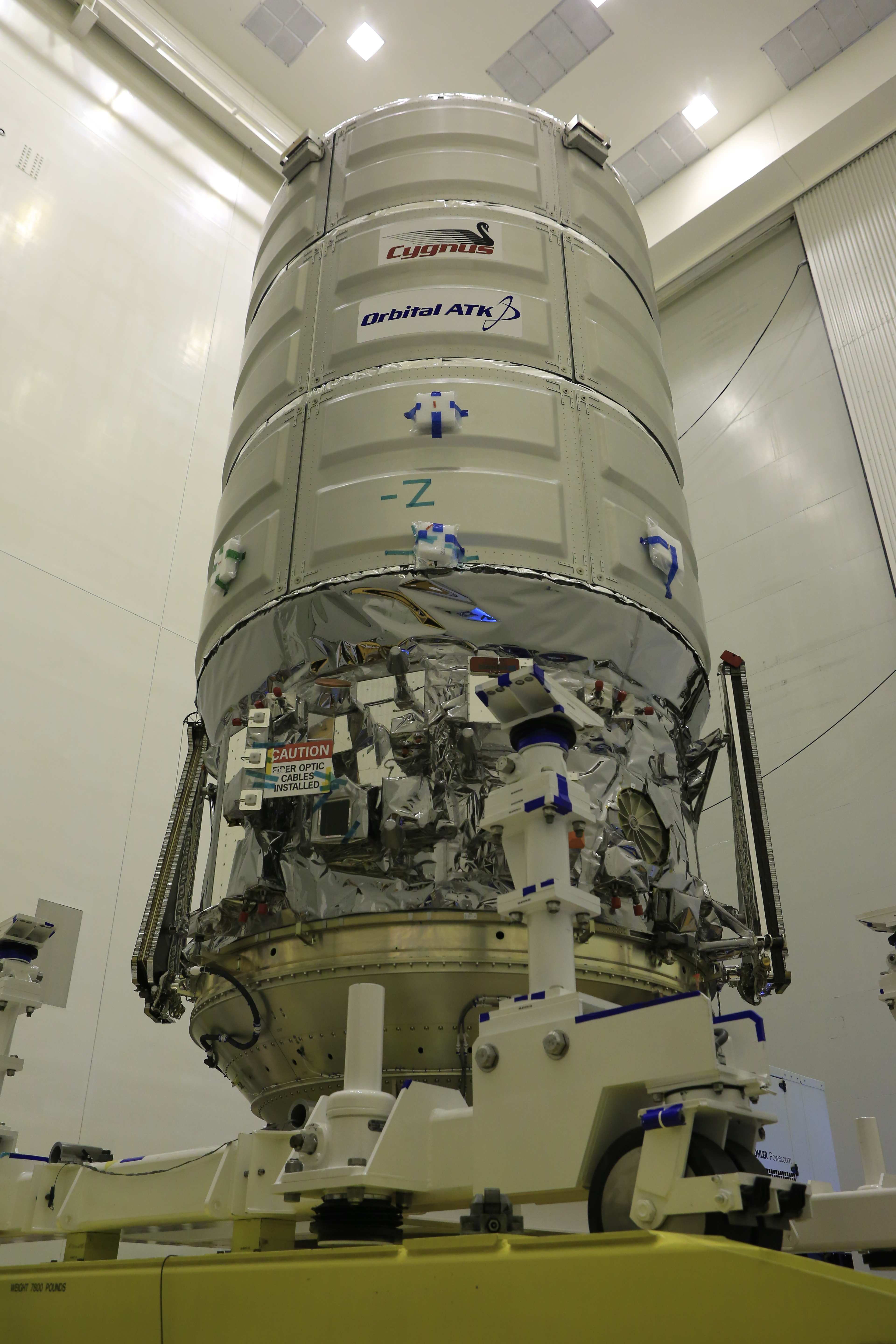
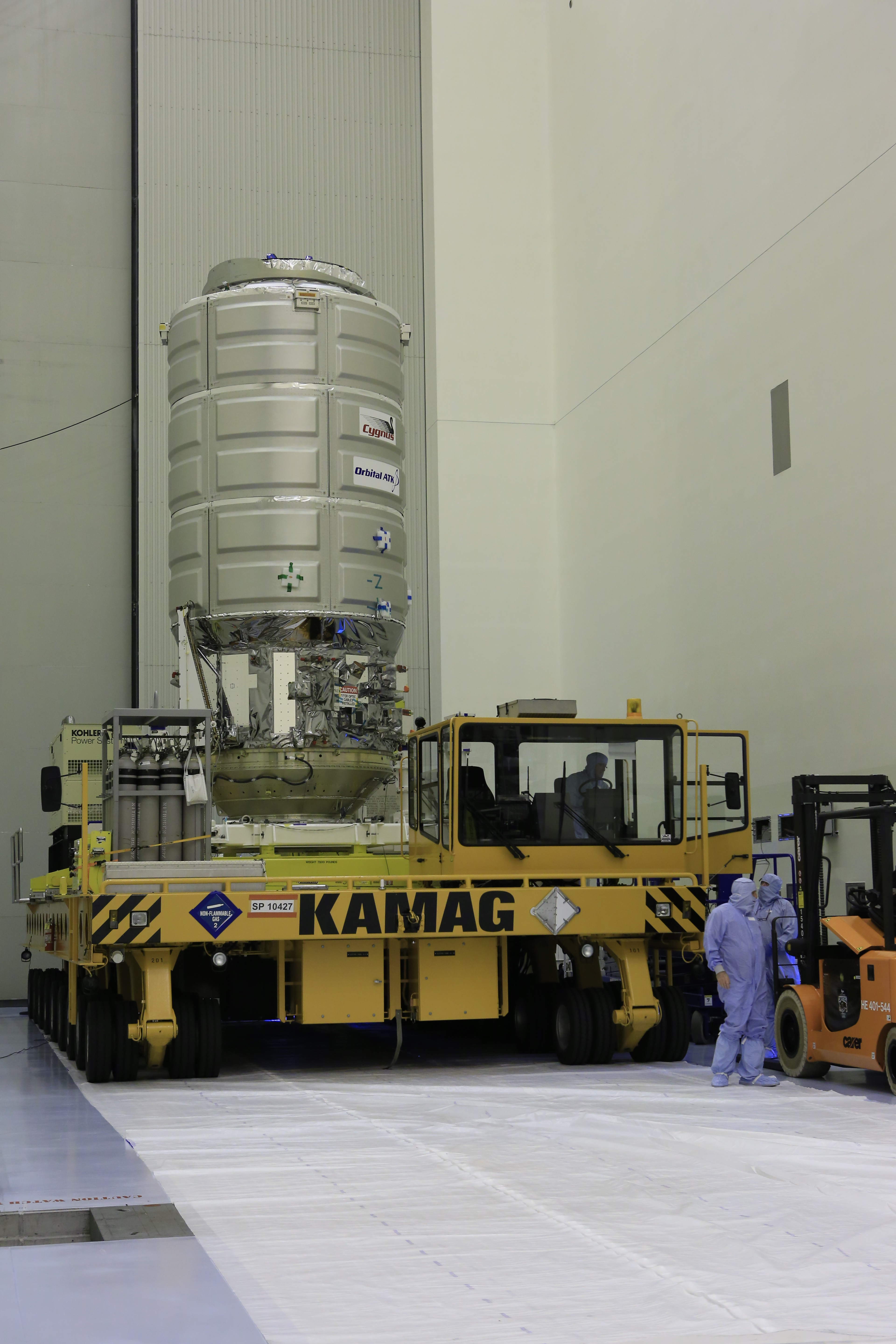
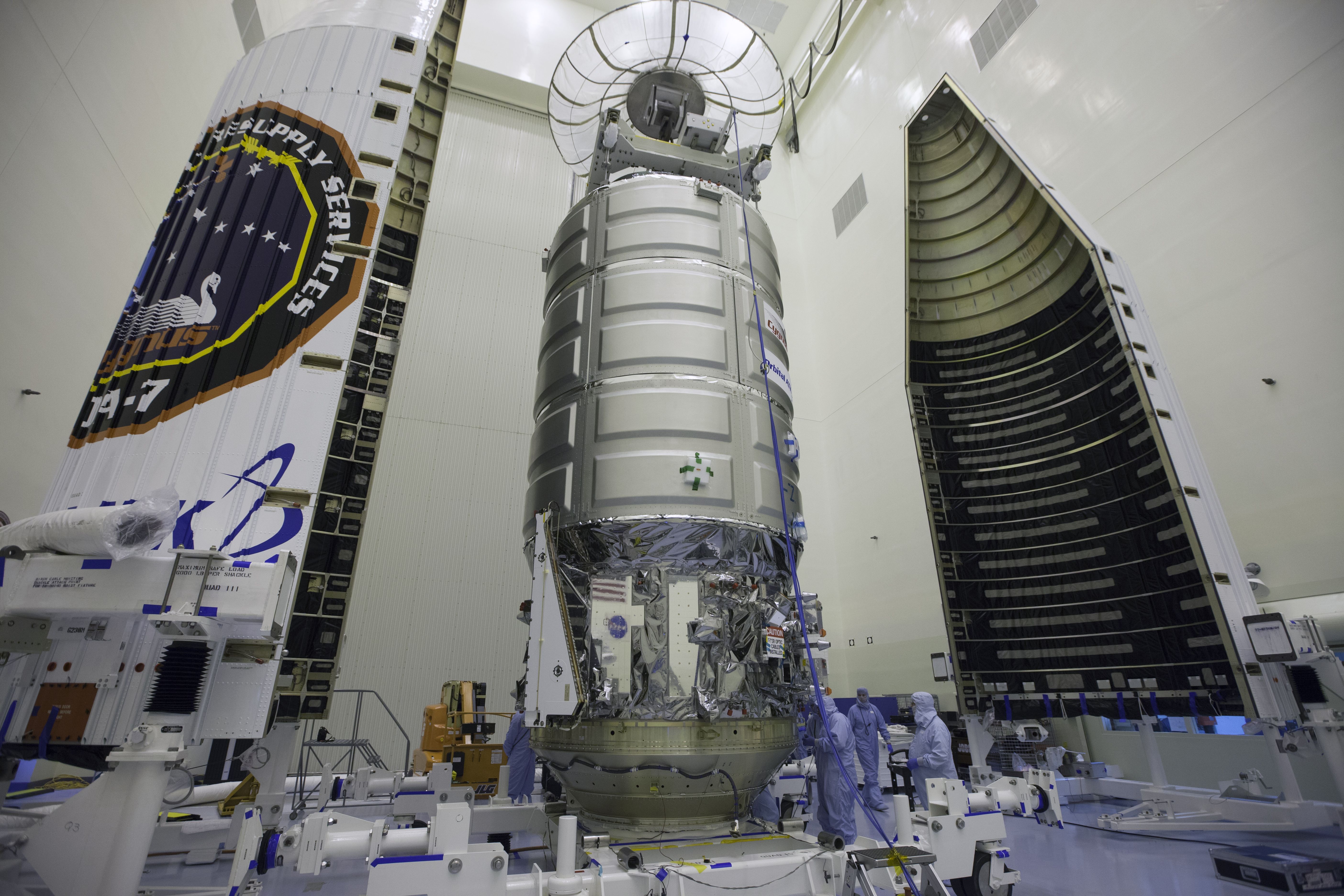

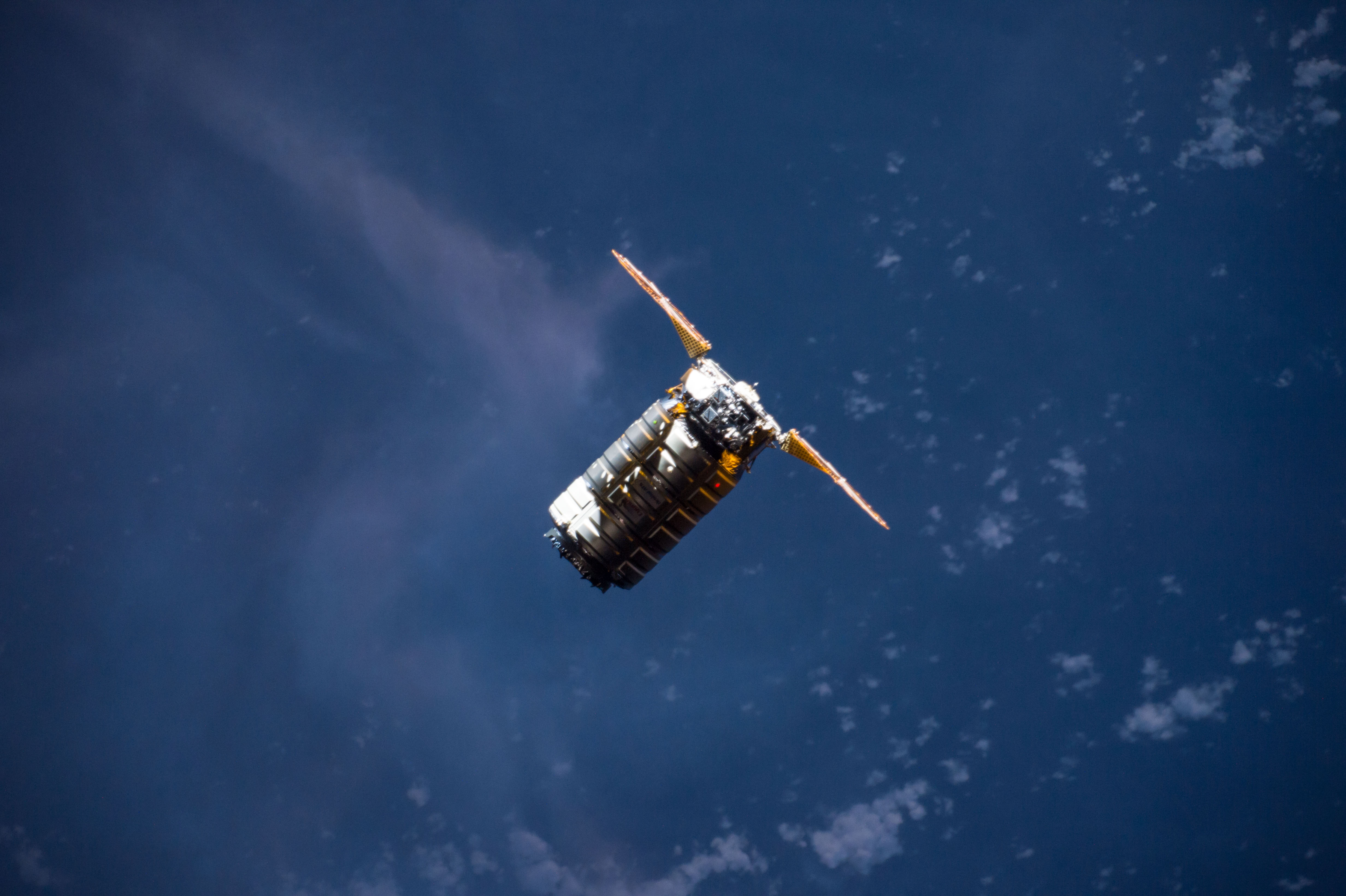
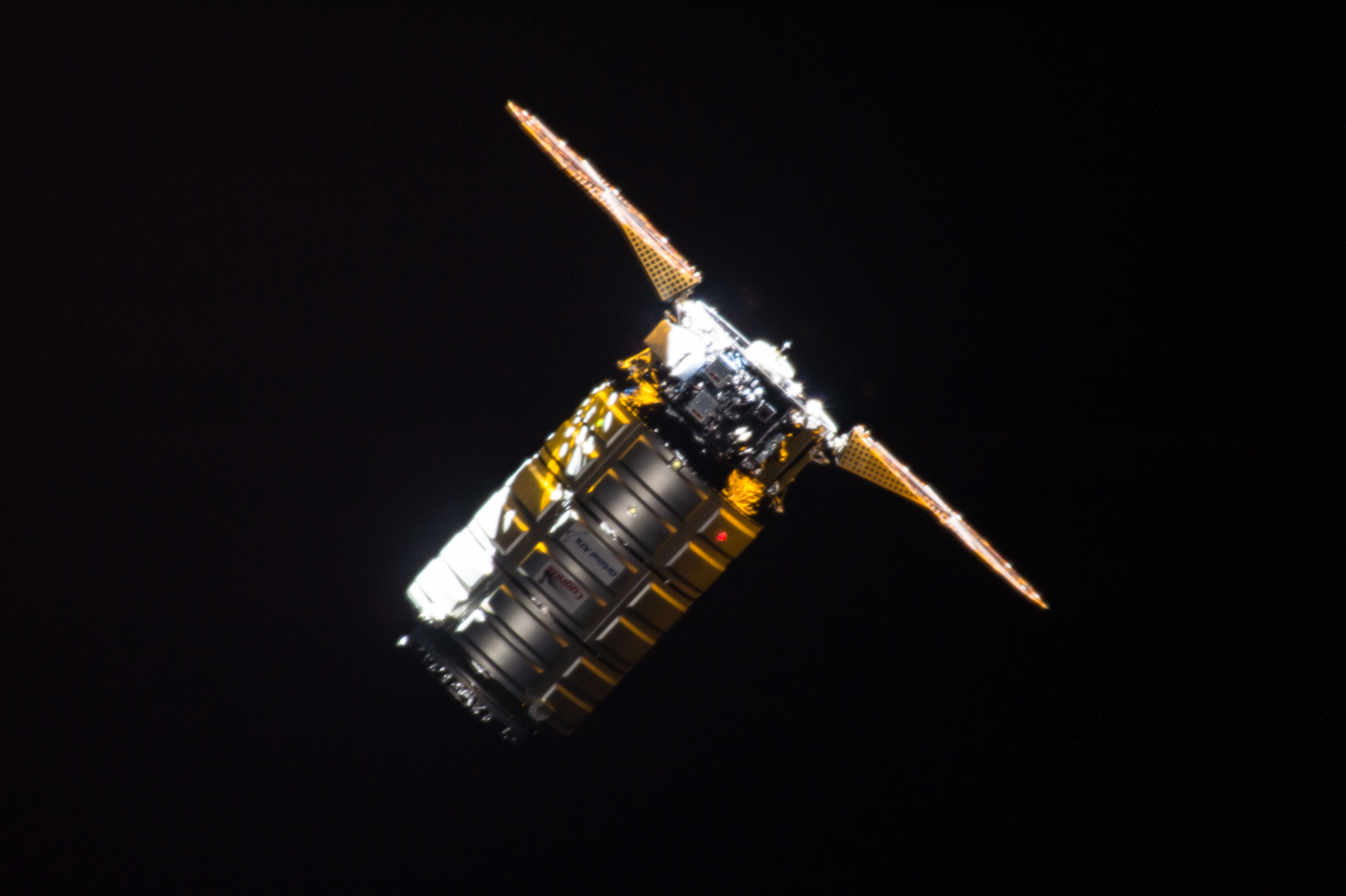
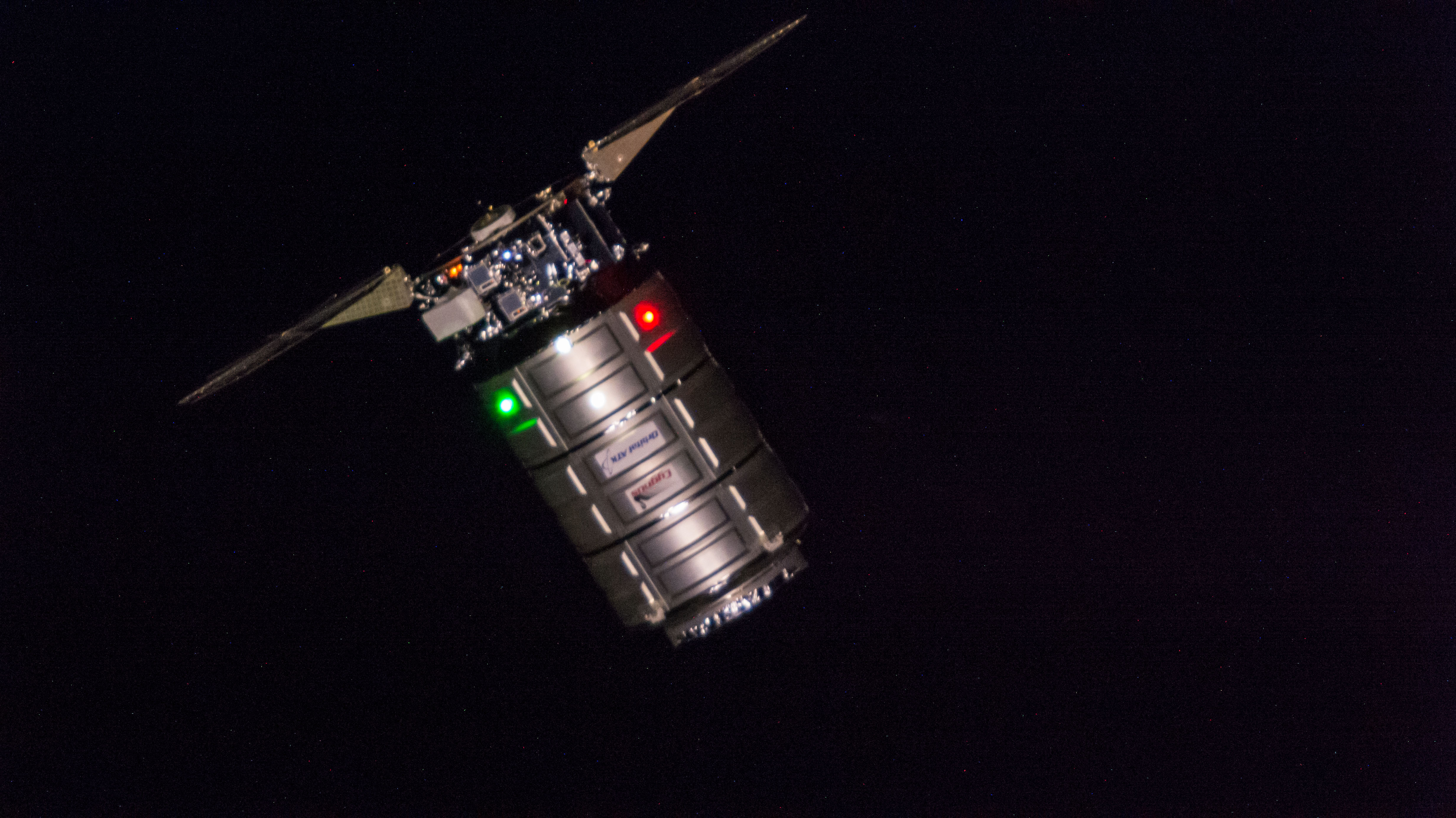

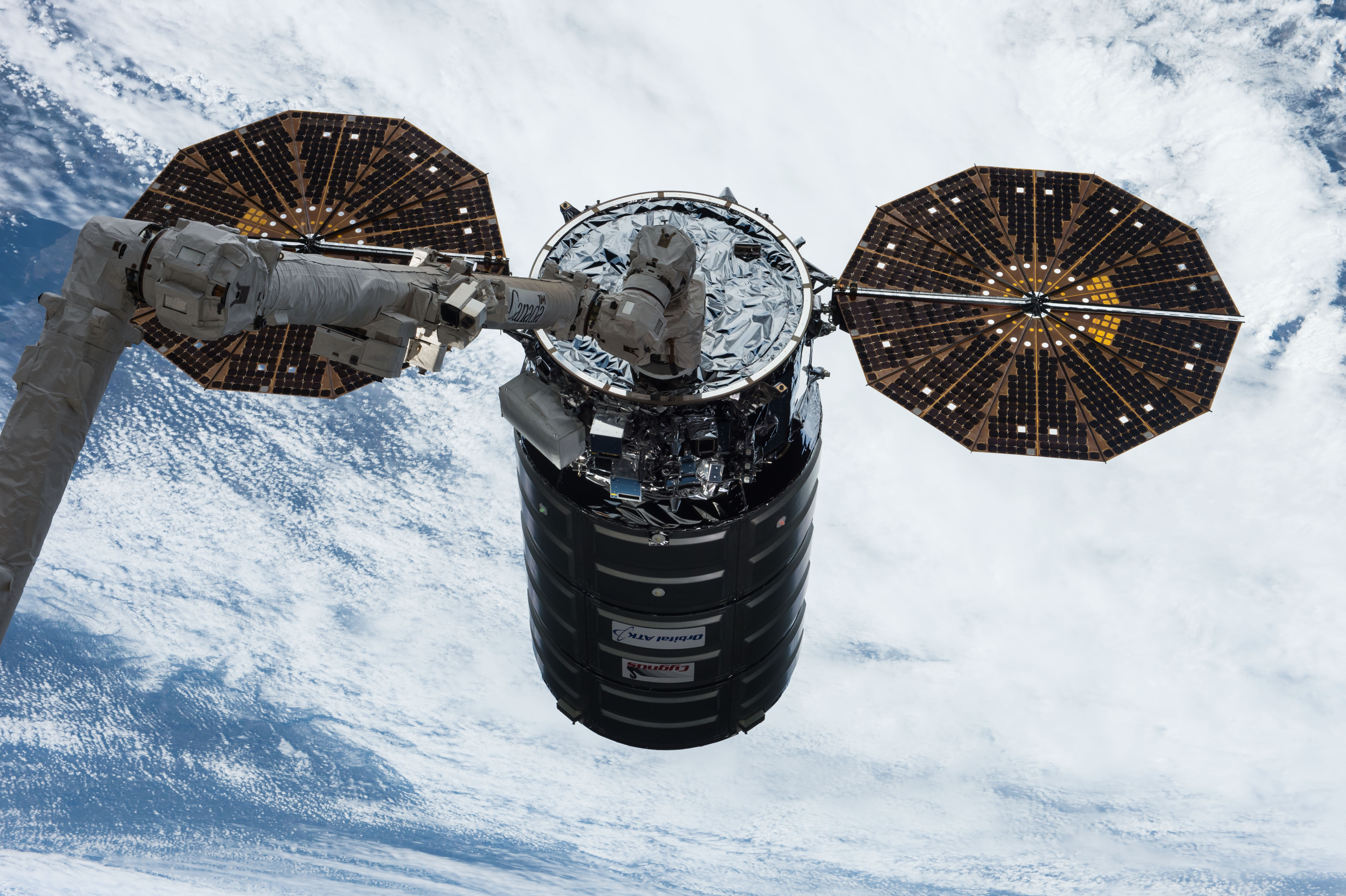
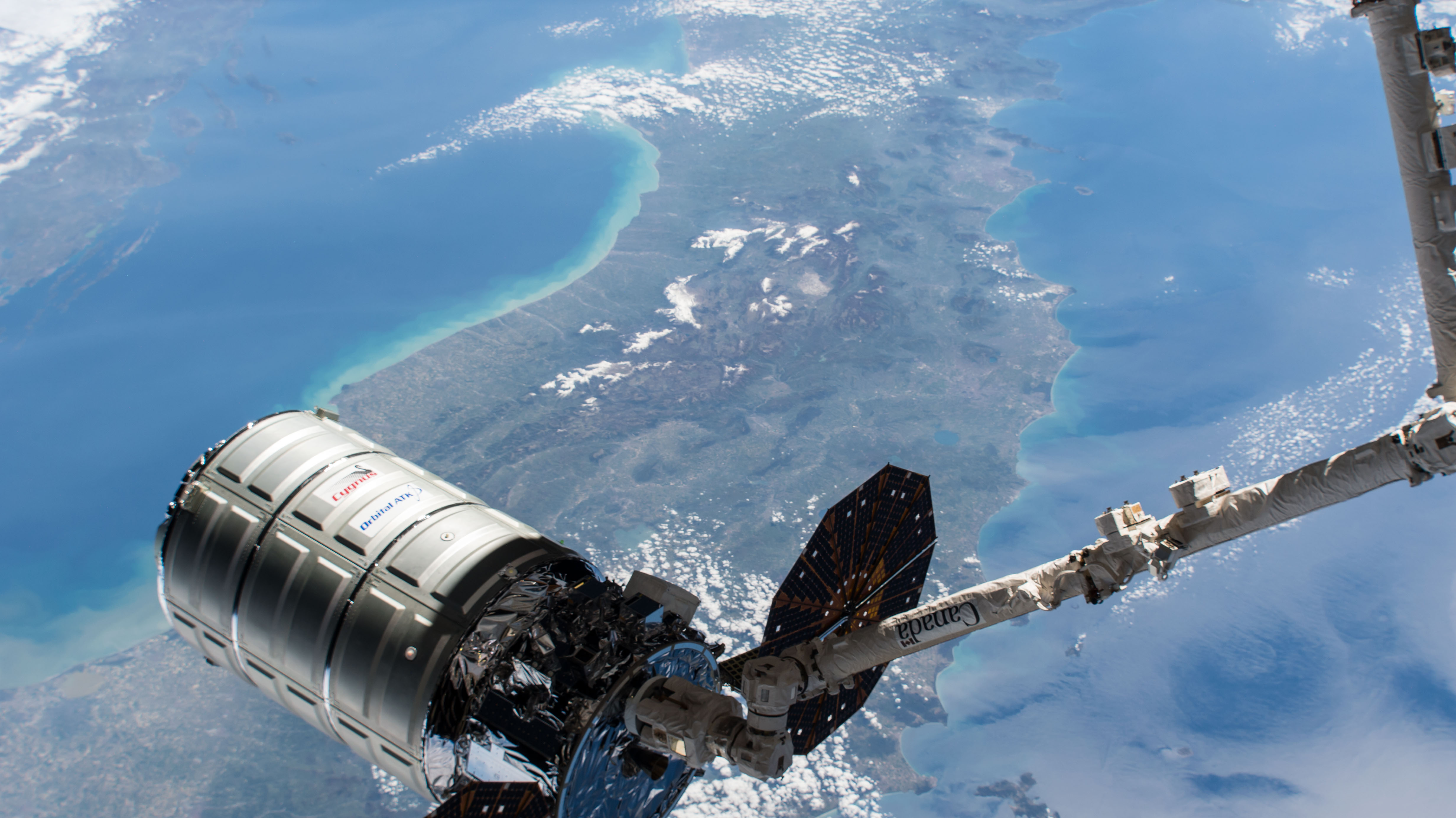
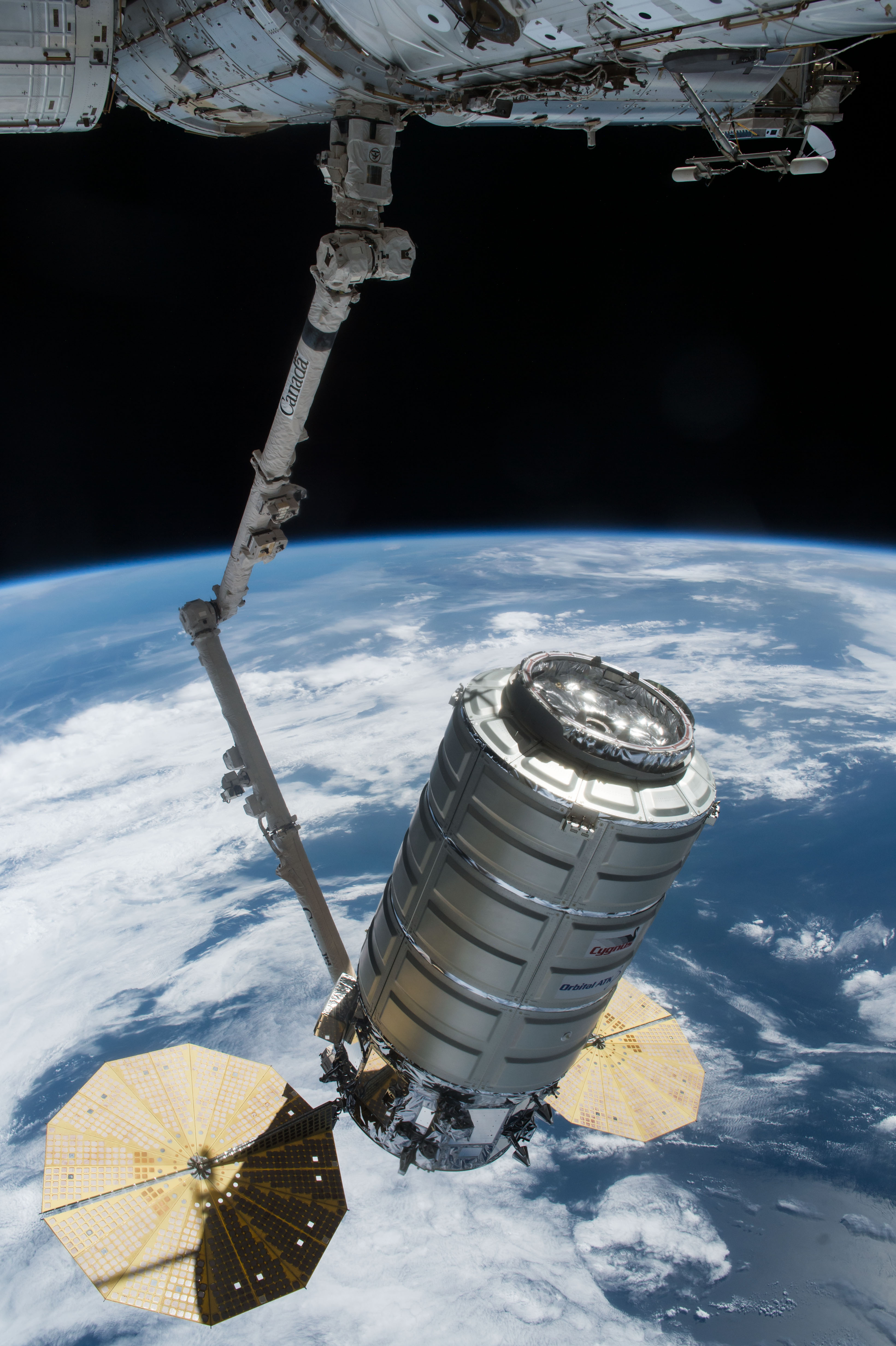
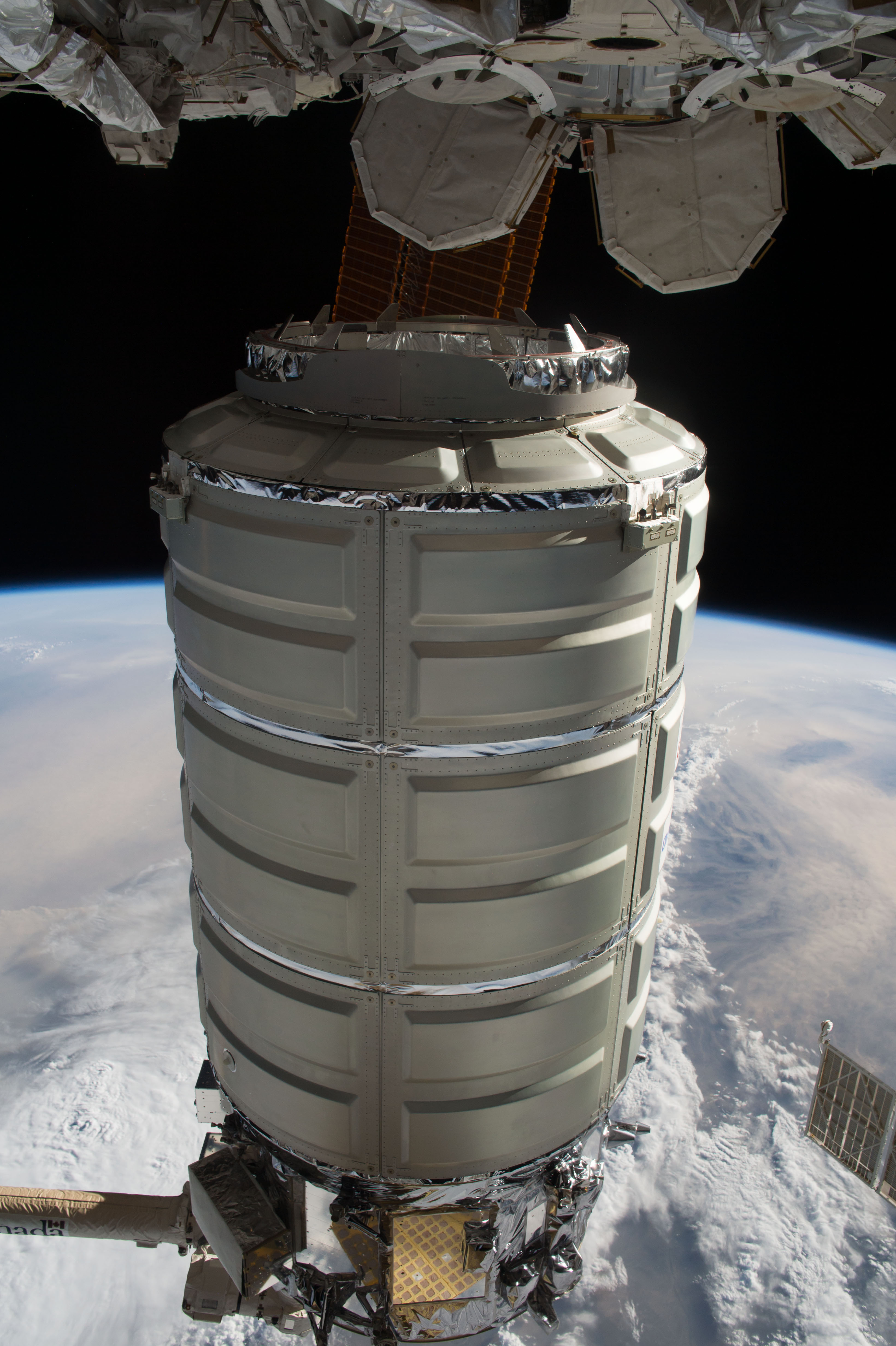